# Stora Spånga gård
Stora Spånga gård är en större lantbruksegendom i Hallingebergs socken i Västerviks kommun, belägen öster om sjön Kogaren om sammanlagt cirka 1030 hektar. 
Gården är bebyggd med mangårdsbyggnad i Tjustempire, med två sk pocher och två vid infarten symmetriskt belägna fatburer. Vidare finns diverse ekonomibyggnader, såsom herrskapsstall, loge och maskinhall. Äldre ängslada i orört skick från 1700-talet finns på ägorna.
I Stora Spånga gård ingår vidare Mellangården, Lilla Spånga, vidare utgårdarna Vita gården och Stångelands gård med Ramstad skog, hälftendelen i Kullens gård samt hälftendelen i Mjöltorps gård. På Stora Spånga finns lämningar från 1700-talet av skvaltkvarnar, kolbottnar, ruiner från äldre fatburer och ett flertal torpgrunder. På Stångelands gård finns hällristningar.
Gården har varierande biotoper med rika viltstammar, bland annat av kronhjort, dovhjort, vildsvin, älg och rådjur.

## Historia
Stora Spånga gård har sitt ursprung i det sedan 1500-talet kända profossbostället Lilla Spånga samt skattejorden Stora Spånga. Gården härstammar från ett av Sveriges första grevskap som året 1562 förlänades greven Svante Sture den yngre. Grevskapet drogs in till kronan i samband med reduktionen. Delar av gården har under 1800-talet fyllt funktion som landsfiskalsboställe och även under en period åren 1874-1877 varit postanstalt vilken dock lades ned på grund av förväxlingsrisk med postorten Spånga utanför Stockholm.
Omkring året 1910 avslutades ett stort sjösänkningsprojekt som berörde sjöarna Kogaren, Långrammen och Lillsjön, som gav betydande tillskott av god åker och ängsmark. Även sjön Hökgöl sänktes. Stora arealer runt Hallingebergsån torrlades och kunde på så sätt brukas. 
På Stora Spånga gård har fram till 1970-talet, under dåvarande ägaren och entreprenören, RVO Valentin Gustafsson, bedrivits sågverk med betydande export av bland annat props till England. På Mjöltorp har funnits en större kvarn, ett cementbruk med tillverkning av så kallad hålsten. På Mjöltorp har även funnits ett mejeri. På Ramstad skog har funnits gruvdrift. 
Del av Stora Spånga gård har under perioden 1887-1890 ägts av landsfiskalen Gustaf Mauritz Bökelundh och hans hustru Hildegard, som uppförde flertalet byggnader på gården och därefter, under perioden 1890-2003, av familjen Lindersköld, bland annat Axel Lindersköld, tidigare delägare i Marieholms gård, Locknevi socken.